# Alberto Gutiérrez Gutiérrez
Alberto Gutiérrez Gutiérrez (Sucre, 8 de septiembre de 1863–La Paz, 1927). Abogado, escritor y diplomático boliviano. Fue secretario de Legación en Estados Unidos, ministro en Chile, Ecuador, Colombia, Venezuela y Gran Bretaña (1925), fue senador y ministro de Relaciones Exteriores (1918) en su país.  Firmó junto al chileno Emilio Bello Codesido el Tratado de 1904 entre Chile y Bolivia. Fue senador, ministro de Relaciones Exteriores, encargado de negocios en la legación boliviana en los EE. UU., ministro plenipotenciario en Santiago de Chile, Brasil, Ecuador, Colombia y Venezuela.

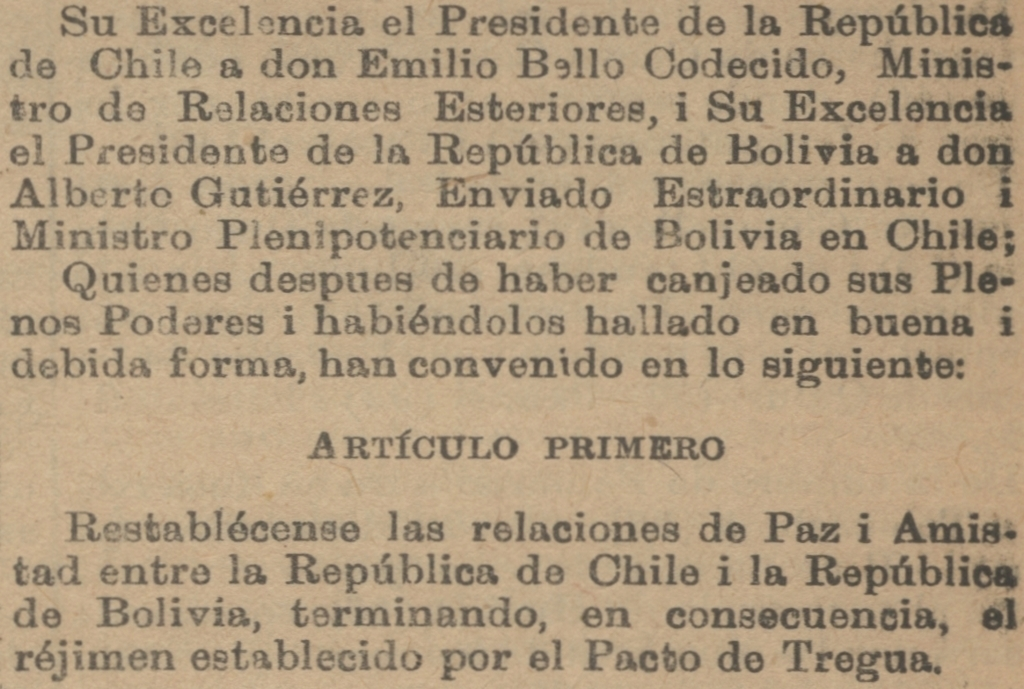
Extracto Tratado Chile Bolivia 1904 1024

## Vida
Se educó en el Colegio Junín de la ciudad de Sucre. En 1881 se gradúa como "Bachiller en Artes". Estudio la carrera en Derecho. 
Funda el periódico "El Día" y por sus posturas políticas es desterrado a Chile donde funda un nuevo periódico "El Heraldo".
Fue Diputado por Sucre en 1897. En julio de 1900 funge como Secretario en la misión Guachalla en los Estados Unidos. En 1901 es ascendido a encargado de negocios. En 1909 se dedicó a escribie en "La Epoca" de Sucre 

## Obra literaria
- El Melgarejismo antes y después de Melgarejo (1916)
-Apuntes sobre los Estados Unidos (1904)
- Paradojas (1908)
- Las capitales de la Gran Colombia y La muerte de Abel (1915)
-Hombres y cosas de ayer (1918) 
-Hombres representativos
- Problemas políticos de América del Sur 
-Los derechos privados ante los cambios de soberanía. 